# 贯叶马兜铃
贯叶马兜铃（学名：Aristolochia delavayi）又名山草果，为马兜铃科马兜铃属的多年生草本植物，是中国的特有植物。分布于中国大陆的云南和四川，生长于海拔1,600米至1,900米的地区，常生长在丘陵、土层瘠薄、河谷灌丛中、石灰岩山地以及多砾石的红壤地带，目前尚未由人工引种栽培。
叶基部心形而抱茎; 花单生叶腋。